# Nina Persson
Nina Persson właśc. Elisabet Nina Persson (ur. 6 września 1974 w Örebro) – szwedzka piosenkarka i autorka tekstów, wokalistka zespołu The Cardigans.
Pojawiła się w piosence Manic Street Preachers – Your Love Alone Is Not Enough. 16 czerwca 2001 roku poślubiła muzyka i kompozytora Nathana Larsona.

## Dyskografia
Albumy solowe
| Tytuł        | Dane dot. albumu                                          | Pozycja na liście | Pozycja na liście | Pozycja na liście |
| Tytuł        | Dane dot. albumu                                          | SWE               | DNK               | FIN               |
| ------------ | --------------------------------------------------------- | ----------------- | ----------------- | ----------------- |
| Animal Heart | - Data: 29 stycznia 2014 - Wydawca: Sonet/Universal Music | 2                 | 14                | 19                |